# Frans Josua Linders
Frans Josua (FJ) Linders, född 26 oktober 1882 i Göteborg, död 16 oktober 1938 i Uppsala, svensk statistiker, professor.
Linders avlade mogenhetsexamen i Göteborg 1902, studerade vid Göteborgs högskola till 1903, då han flyttade till Lund, där han blev filosofie kandidat 1906. Under åren 1906-09 var han amanuens vid astronomiska observatoriet i Lund och blev filosofie licentiat i astronomi 1911.
Hans intresse inriktades från 1912 helt på statistik och han var amanuens och aktuarie i Statistiska centralbyrån 1912-17 och 1920-21, i Socialstyrelsen 1913, statistiker i Svenska Sockerfabriks AB 1917-19 och aktuarie i Skolöverstyrelsen 1921-22.  Därefter var han statistiker och ställföreträdare för chefen Herman Lundborg vid Statens institut för rasbiologi 1922-27.  År 1925 disputerade han vid Uppsala universitet, förordnades samma år till docent i statistik och promoverades året därpå till filosofie doktor.  Åren 1926-31 tjänstgjorde han tidvis som professor i statistik vid universiteten i Uppsala och Lund och förordnades 1927-29 tidvis som t.f. inspektör vid Svenska arbetsgivareföreningens statistiska byrå. År 1929 återvände han till Statistiska centralbyrån som bibliotekarie, blev förste aktuarie 1930 och ledare för 1930 års folkräkning 1931. Han lämnade dock snart sistnämnda tjänst, då han samma år utnämndes till professor i statistik vid Uppsala universitet.